# Tiaro
Tiaro – miasto w Australii, w stanie Queensland.